# Steinbogenbrücke Premnitz
Die Steinbogenbrücke in Premnitz ist ein ehemaliger Eisenbahnviadukt im Zentrum und gilt als Wahrzeichen der Kleinstadt.

## Geschichte

Wappen der Stadt Premnitz mit der Steinbogenbrücke als ein abgebildetes Element

Im frühen 20. Jahrhundert wurde in der damaligen westhavelländischen Gemeinde eine Pulverfabrik eröffnet. Diese lag östlich der Havel und der Brandenburgischen Städtebahn. Um das Werk an die Wasserstraße Havel anzuschließen, baute man einen erhöhten Bahndamm und überbrückte Eisenbahn und die parallele Landstraße zwischen Brandenburg an der Havel und Rathenow, die spätere Bundesstraße 102 mit der Steinbogenbrücke. Baubeginn war 1916, Fertigstellung 1918 unmittelbar vor Ende des Ersten Weltkriegs.
Nach Kriegsende wurde die Pulverfabrik zu einem Chemiefaserwerk umgebaut, welches seine Hochzeit in der DDR hatte. Die Bahnstrecke zu den Hafenanlagen an der Havel wurde zu dieser Zeit viel genutzt. Nachdem sich nach der politischen Wende und mit deutlich reduzierter Produktion im Chemiefaserwerk die Warenströme änderten und die Gleisanbindung unnötig wurde, erfolgte der Rückbau der Anlagen. So steht die Steinbogenbrücke seit Umbau- und Sanierungsarbeiten 2004 am westlichen Ende frei. Der Bahndamm wurde auf dieser Seite vollständig zurückgebaut beziehungsweise abgetragen. Stattdessen wurde die Steinbogenbrücke zu einer Fußgängerbrücke umgebaut. Seither dient sie Fußgängern als Übergang über die Bundesstraße und die Regionalbahnlinie.
Im Vorfeld der Bundesgartenschau 2015 sollte an der Steinbogenbrücke ein Kunstwerk Brückenschlag des Künstlers Gerhard Göschel für 270.000 Euro dauerhaft installiert werden. Aufgrund der Intervention verschiedener Parteien in der Stadtverordnetenversammlung wurde das Projekt schließlich nicht umgesetzt beziehungsweise Göschel zog es zurück.
Die Steinbogenbrücke ist im Wappen der Stadt Premnitz dargestellt.

## Bauwerk

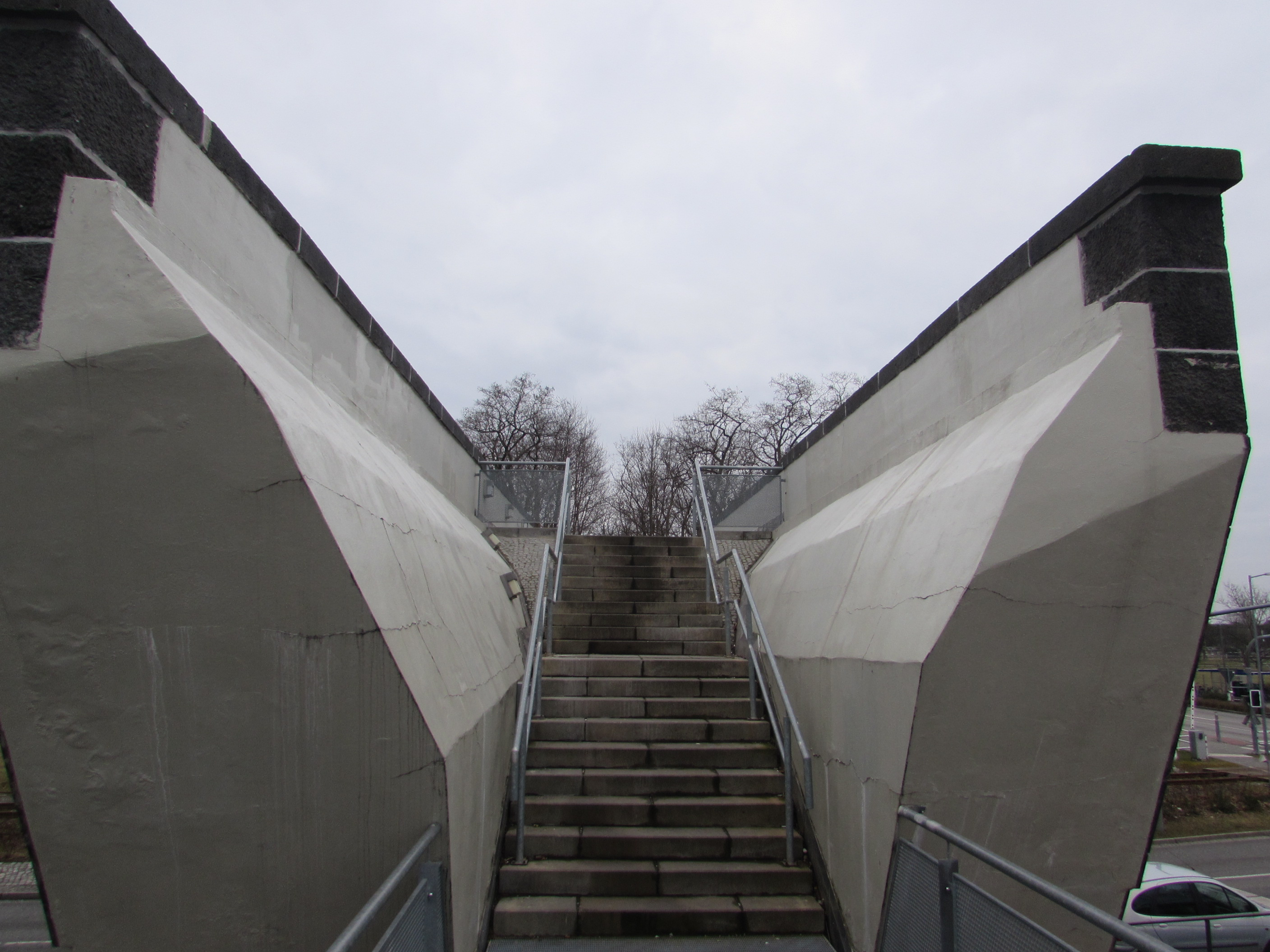
Obere Treppe

Die Steinbogenbrücke ist eine Bogenbrücke mit zwei Öffnungen. Durch die westliche Öffnung verläuft die Bundesstraße 102, durch die östliche die Bahnlinie Brandenburg an der Havel–Rathenow. Die Bögen wurden als Korbbögen konstruiert. Die Brücke wurde vorrangig aus massiven, behauenen, hellen Felssteinen gemauert. Die Kanten des Mauerwerks, obere Abschlüsse und die Bogenränder wurden mit dunkleren Betonziegelquadern gestaltet. Aus dem gleichen Material befinden sich beidseits mittig zwei auskragende Zierelemente, die von Konsolen getragen sind.
Seit dem Rückbau des Gleises und der Abtragung des westlichen Bahndamms steht die Brücke an diesem Ende mit ihrem Widerlager frei. Eine schlichte Metalltreppe für den Aufstieg wurde installiert. Diese wird durch eine in die Brücke gemauerte steinerne Treppe am oberen Ende des Aufstiegs ergänzt. Statt der alten Gleisanlage wurde ein Fußweg angelegt. Dieser verläuft auf der Ostseite über den dort noch vorhandenen alten Bahndamm.

## Einzelbelege
1. 1 2  Joachim Nölte: Entdeckungen in Premnitz, in Havelland. Ein Wegbegleiter, S. 127 bis 128.
2. ↑  Premnitzer Stadtzentrum. (Memento des Originals vom 18. März 2015 im Internet Archive)  Info: Der Archivlink wurde automatisch eingesetzt und noch nicht geprüft. Bitte prüfe Original- und Archivlink gemäß Anleitung und entferne dann diesen Hinweis.. In Premnitz – Stadt voller Energie. Offizielle Homepage der Stadt; abgerufen am 7. März 2015.
3. ↑  Informationstafel Steinbogenbrücke.
4. ↑  Bernd Geske: Gegenwind für „Brückenschlag“. In: Märkische Allgemeine, 24. Juli 2014; abgerufen am 7. März 2015.
5. ↑  Bernd Geske: Künstler zieht „Brückenschlag“ zurück. In: Märkische Allgemeine, 3. November 2014; abgerufen am 7. März 2015.